# 贝拉特里克斯·玛努布蒂
贝拉特里克斯·玛努布蒂（1988年10月11日—），印尼女子羽毛球運動員。

## 簡歷
2011年，玛努布蒂出戰印尼羽毛球黃金大獎賽女子單打賽事，在準決賽以1比2不敵法國的皮红艳出局。
2013年8月，玛努布蒂參加中國廣州舉行的世界羽毛球錦標賽，出戰女子單打項目，首圈以2-0擊敗丹麥選手桑德拉-玛丽亚·延森晉級，但在第二圈卻以0比2（12-21、8-21）不敵2號種子、中國的王仪涵出局。
2014年8月，玛努布蒂參加丹麥哥本哈根舉行的世界羽毛球錦標賽，出戰女子單打項目。首圈以2-0擊敗瑞士選手萨布丽娜·贾奎特晉級，但在第二圈就以0比2（12-21、14-21）不敵8號種子、中華台北的戴資穎出局。
2015年5月，玛努布蒂代表印尼出戰在中國東莞舉行的蘇迪曼盃，並助國家隊晉級八強淘汰賽。她在八強賽事獲派對陣中國的頭號女單李雪芮，在开赛后不久後迅速取得领先，可是在一次网前杀球的过程中，不慎扭伤了膝盖。她其後虽然戴上护膝尝试继续比赛，但最終无法坚持只能选择退赛。

## 主要比賽成績
只列出曾進入準決賽的國際賽事成績：
| 年份   | 賽事                     | 公開賽級別 | 項目     | 成績   |
| ------ | ------------------------ | ---------- | -------- | ------ |
| 2011年 | 印尼羽毛球黃金大獎賽     | 黃金大獎賽 | 女子單打 | 準決賽 |
| 2011年 | 馬來西亞羽毛球國際挑戰賽 | 國際挑戰賽 | 女子單打 | 冠軍   |
| 2012年 | 越南羽毛球國際挑戰賽     | 國際挑戰賽 | 女子單打 | 準決賽 |
| 2012年 | 印尼羽毛球國際挑戰賽     | 國際挑戰賽 | 女子單打 | 準決賽 |
| 2015年 | 蘇迪曼盃                 | 其他       | 混合團體 | 季軍   |

| 2007-2017年 | 首要超級賽 | 超級賽 | 黃金大獎賽 | 大獎賽 | 國際挑戰賽 | 國際系列賽 | 未來系列賽 | 其他 |

| 2018-2026年 | 總決賽 | 超級1000賽 | 超級750賽 | 超級500賽 | 超級300賽 | 超級100賽 | 國際挑戰賽 | 國際系列賽 | 未來系列賽 | 其他 |

### 奧運會和世錦賽參賽紀錄
|          | 2013 | 2014 |
| -------- | ---- | ---- |
| 女子單打 | 32強 | 32強 |